# Compacto (Papanegro)
Compacto es el segundo disco de la banda de funk y rock chilena Papanegro. Conocido por ser su disco más pesado y experimental, destacaron sus singles "Autonomía", "Oye Amigo" (canción principal de la serie animada "Block") y "Abusé", último sencillo en que colabora Jorge González, cantante de Los Prisioneros.

## Lista de temas
| Compacto |                              |          |  |
| N.º      | Título                       | Duración |  |
| 1.       | «Todo es tuyo»               | 3:34     |  |
| 2.       | «Epitafio»                   | 3:10     |  |
| 3.       | «Nadie vigila»               | 3:39     |  |
| 4.       | «Oye amigo»                  | 3:42     |  |
| 5.       | «Autonomía»                  | 2:46     |  |
| 6.       | «Un paso más ft. Luz Eliana» | 4:00     |  |
| 7.       | «Avanzo mientras voy»        | 3:46     |  |
| 8.       | «Y ahora la alegría»         | 3:02     |  |
| 9.       | «Abusé ft. Jorge González»   | 2:59     |  |
| 10.      | «Los perros duermen siesta»  | 3:19     |  |
| 34:04    |                              |          |  |

- Datos: Q2506149